# Spondytora wanganella
Spondytora wanganella är en insektsart som beskrevs av Jan Klimaszewski 1997. Spondytora wanganella ingår i släktet Spondytora och familjen rundbladloppor. Inga underarter finns listade i Catalogue of Life.